# Mistrovství České republiky v atletice
Mistrovství České republiky v atletice nepředstavuje jeden sportovní podnik, ale jedná se o několik samostatných závodů pořádaných pod záštitou Českého atletického svazu.

## Mistrovství ČR mužů a žen na dráze
Jedná se o nejvyšší domácí soutěž. K účasti na závodech je potřeba splnit kvalifikační limit.